# Wegenstedt
Wegenstedt là một đô thị ở huyện Börde thuộc bang Sachsen-Anhalt, nước Đức. Đô thị Wegenstedt có diện tích 12,21 km², dân số thời điểm ngày 31 tháng 12 năm 2006 là 398 người.